# Armin Sellheim
Armin Sellheim (* 5. März 1929 in Frankfurt (Oder); † 20. August 2002 in Hamburg) war ein deutscher Jurist im Pressewesen.

## Leben
Armin Sellheim besuchte von 1942 bis 1944 das Joachimsthalschen Gymnasiums in Templin. Nach dem Abitur absolvierte er eine Ausbildung zum Zimmermann und studierte danach an der Rheinischen Friedrich-Wilhelms-Universität Bonn Rechtswissenschaften. 1951 wurde er Mitglied des Corps Borussia Bonn. 1952 wechselte er an die Ruprecht-Karls-Universität Heidelberg, um dort an der Wiedererrichtung des Corps Saxo-Borussia Heidelberg, das 1935 nach der Heidelberger Spargelaffäre von den Nationalsozialisten verboten worden war, mitzuwirken. Nach dem Zweiten juristischen Staatsexamen wurde er 1961, im Jahr vor der Spiegel-Affäre, Leiter der Rechtsabteilung des Hamburger Nachrichtenmagazins Der Spiegel. Zu Beginn der Spiegelaffäre erkannte er schnell den möglichen Vorwurf des Landesverrats und eröffnete die Verteidigungsstragie, die darauf basierte, dass durch Vorveröffentlichung in einer anderen Zeitung, der Würzburger Tagespost, die Geheimniseigenschaft bereits materiell beseitigt gewesen sei.
1971 übernahm Sellheim die Dokumentationsabteilung des Magazins. Nach dreijähriger Tätigkeit als Personalleiter bei der Wirtschaftswoche in Düsseldorf wurde er 1981 Leiter der Akademie für Publizistik Hamburg. Unter anderem arbeitete er dort zusammen mit Michael Haller über Recherche-Seminarkonzepte in der überbetrieblichen Volontärsausbildung. Von 1989 bis 1995 war er erster Direktor der Akademie der Bayerischen Presse in München. Nach seiner Pensionierung kehrte er nach Hamburg zurück und arbeitete dort noch als freier Journalist. Nach seinem Tod wurde er von den deutschen Medien bundesweit in Nachrufen gewürdigt.

## Schriften
- Michael Haller, Christopher Belz, Armin Sellheim: Berufsbilder im Journalismus. Von den alten zu den neuen Medien. UVK-Medien, Konstanz 1999, ISBN 3-89669-231-3
- Übertragung aus dem Englischen von: David Schoenbaum: Die Affäre um den Spiegel – Ein Abgrund von Landesverrat. ISBN 3-932529-53-7
- Eberhard Maseberg, Armin Sellheim: Nota bene: die Akademie für Publizistik in Hamburg, 1987